# Ігнац Амшель
Ігнац Амшель (угор. Amsel Ignác; нар. 17 січня 1899, Кішпешт, Будапешт — пом. 15 липня 1974, Ріо-де-Жанейро) — угорський футболіст, що грав на позиції воротаря. Відомий, зокрема, виступами за «Ференцварош» і національну збірну Угорщини.

## Кар'єра
Розпочинав кар'єру в клубах «Кішпешт» і «Чабаї». Зі складу останнього наприкінці 1921 року вперше був викликаний на матч збірної. Угорщина проводила товариський матч проти команди Польщі (1:0), а Амшель вийшов на заміну на другий тайм замість знаменитого Кароя Жака.
З 1922 року Ігнац виступав у «Ференцвароші», до якого прийшов наприкінці сезону 1921/22 і встигнув стати володарем Кубку Угорщини, зігравши три матчі, серед яких два у фіналі проти «Уйпешта». Наступні три сезони клуб обходився без трофеїв, регулярно займаючи місця серед призерів.
В 1925 році Амшель перебрався до італійського клубу «Анконітана». Клуб боровся за виживання, звідси й така кількість пропущених м'ячів угорським воротарем.
Наприкінці сезону 1926/27 Амшель повернувся до «Ференцвароша». Встиг зіграти в одному матчі чемпіонату і трьох кубкових поєдинках (в тому числі і в фіналі), тому є причетним до перемог своєї команди в обох турнірах.
Найбільш успішним для команди став 1928 рік. Окрім чергових перемог у чемпіонаті і кубку, клуб здобув престижний міжнародний трофей — Кубок Мітропи, турнір для найсильніших клубів центральної Європи. У 1927 році «Ференцварош» відмовився від участі у цьому турнірі, а ось у 1928 році зіграв і упевнено переміг. У чвертьфіналі команда розгромила югославський БСК — 7:0, 6:1, а півфіналі була переможена австрійська «Адміра» (2:1, 1:0). У фіналі команда подолала ще один австрійський клуб  — «Рапід» (7:1, 3:5). Амшель зіграв в усіх шести поєдинках, а загалом у Кубку Мітропи на його рахунку 10 матчів.
В червні-серпні 1929 року Амшель був учасником турне Південною Америкою. Клуб провів 14 матчів (Ігнац зіграв усіх із них) проти клубних команд і національних збірних Бразилії, Уругваю і Аргентини, здобувши 6 перемог при 6 поразках і 2 нічиїх. Найбільш славною для «Ференцвароша» стала перемога з рахунком 3:2 над діючими дворазовими олімпійськими чемпіонами і майбутніми чемпіонами світу  — збірною Уругваю (щоправда, через тиждень уругвайці взяли впевнений реванш  — 0:3).
Ще один чемпіонський титул Амшель виграв в 1932 році (на його рахунку 10 матчів), а у 1933 році здобув Кубок Угорщини. Вклад Ігнаца в останню перемогу не значний: на той час він втратив місце в основі клубу і зіграв у тому сезоні лише по одному матчеві в кубку і чемпіонаті.
Загалом в 1922—1925 і 1927—1932 роках Ігнац Амшель відіграв у складі «Ференцвароша» 324 матчі (з врахуванням 5 у змішаних командах), серед них 134 матчі у чемпіонаті, 20 матчів у кубку, 10 матчів у Кубку Мітропи, 160 матчів у інших турнірах і товариських матчах. Виступаючи за «Ференцварош», Амшель час від часу викликався в збірну. Загалом у 1921—1931 роках у складі головної команди країни він зіграв 9 поєдинків.

## Статистика виступів за збірну
| Дата       | Місто    | Господарі      | Результат | Гості          | Турнір                   | Голи | Примітки |
| ---------- | -------- | -------------- | --------- | -------------- | ------------------------ | ---- | -------- |
| 18/12/1921 | Будапешт | Угорщина       | 1 – 0     | Польща         | товариський матч         | -    | 46'      |
| 24/09/1922 | Відень   | Австрія        | 2 – 2     | Угорщина       | товариський матч         | -    |          |
| 06/05/1923 | Відень   | Австрія        | 1 – 0     | Угорщина       | товариський матч         | -    |          |
| 09/10/1927 | Будапешт | Угорщина       | 1 – 2     | Чехословаччина | товариський матч         | -    |          |
| 25/03/1928 | Рим      | Італія         | 4 – 3     | Угорщина       | Кубок Центральної Європи | -    |          |
| 06/05/1928 | Будапешт | Угорщина       | 5 – 5     | Австрія        | товариський матч         | -    |          |
| 21/09/1930 | Відень   | Австрія        | 2 – 3     | Угорщина       | товариський матч         | -    |          |
| 28/09/1930 | Дрезден  | Німеччина      | 5 – 3     | Угорщина       | товариський матч         | -    | 85'      |
| 22/03/1931 | Прага    | Чехословаччина | 3 – 3     | Угорщина       | Кубок Центральної Європи | -    |          |
| Усього     |          | Матчів         | 9         |                | Голів                    | -23  |          |

## Титули і досягнення
- Володар Кубка Мітропи: 1928
- Чемпіон Угорщини: 1926–27, 1927–28, 1931–32
- Срібний призер Чемпіонату Угорщини: 1923–24, 1924–25, 1928–29, 1929–30
- Бронзовий призер Чемпіонату Угорщини: 1922–23, 1930–31, 1932–33
- Володар Кубка Угорщини: 1927, 1928, 1933
- Фіналіст Кубка Угорщини: 1931, 1932